# Грант-Парк (Иллинойс)
Грант-Парк (англ. Grant Park) — деревня в северо-восточном округе Канкаки, штат Иллинойс, США. Грант-Парк был включён в 1883 году. В 2010 году в Грант-Парке проживало 1331 человек. Она является частью муниципальной статистической зоны Канкаки-Брэдли. Большая часть была разрушена циклоном в 1912 году, согласно еженедельному журналу Фрэнка Лесли, в котором размещались фотографии.

## География
Грант-Парк расположен в координатах 41°14′26″ с. ш. 87°38′45″ з. д. (41.240656, -87.645842), в северо-восточном округе Канкаки, штат Иллинойс, США.
Согласно переписи 2010 года, Грант-Парк имеет общую площадь 8,90 км2, из которой 8,83 км2 или 99,24 % составляет суша и 0,07 км2 или 0,76 % — вода.
| Год переписи                    | Нас. |  | %±     |
| ------------------------------- | ---- |  | ------ |
| 1880                            | 279  |  | —      |
| 1890                            | 340  |  | 21,9%  |
| 1900                            | 442  |  | 30%    |
| 1910                            | 692  |  | 56,6%  |
| 1920                            | 459  |  | −33,7% |
| 1930                            | 508  |  | 10,7%  |
| 1940                            | 519  |  | 2,2%   |
| 1950                            | 564  |  | 8,7%   |
| 1960                            | 757  |  | 34,2%  |
| 1970                            | 914  |  | 20,7%  |
| 1980                            | 1038 |  | 13,6%  |
| 1990                            | 1024 |  | −1,3%  |
| 2000                            | 1358 |  | 32,6%  |
| 2010                            | 1331 |  | −2%    |
| 2018                            | 1243 |  | −6,6%  |
| 1880–2018 U.S. Decennial Census |      |  |        |

## Демография
По данным переписи населения США 2000 года, в деревне проживало 1358 человек, 497 домашних хозяйств и 389 семей. Популяционная плотность была 2196,2 человеками на 845,7/км²). Было 517 единиц жилья со средней плотностью 322,0 человек на км². Расовый состав населения деревни был 97,57 % белых, 0,07 % афроамериканцев, 0,07 % коренных американцев, 0,22 % азиатов, 0,81 % других рас и 1,25 % метисов от двух или более рас. Испанцев или латиноамериканцев любой расы было 2,72 % населения.
Существовали 497 семей, из которых 39,8 % имели детей в возрасте до 18 лет, проживающих с ними, 63,8 % были женатыми парами, 11,3 % семей женщины проживали без мужей, а 21,7 % не имели семьи. 17,1 % всех домохозяйств состояли из людей, которых 8,0 % был кто-то живущий один, кто был 65 лет и старше. Средний размер домохозяйства — 2,73 человека, а семьи — 3,09 человека.
В деревне население составляло 28,4 % в возрасте до 18 лет, 7,0 % в возрасте от 18 до 24 лет, 31,4 % в возрасте от 25 до 44 лет, 21,6 % в возрасте от 45 до 64 лет и 11,6 % в возрасте 65 лет и старше. Средний возраст составлял 36 лет. На каждые 100 женщин приходилось 94,6 мужчин. На каждые 100 женщин возрастом 18 лет и старше насчитывалось 91,2 мужчин.
Средний доход на семью в деревне составлял 52 153 $, а средний доход на семью — 55 250 $. Средний доход мужчин составлял 45 694 $ против 22 750 $ у женщин. Доход на душу населения в деревне составлял 22 403 $. Около 3,5 % семей или 4,4 % населения были ниже черты бедности, в том числе 5,0 % из них моложе 18 лет и 9,2 % тех, кто в возрасте 65 лет и старше.

## Образование
В Грант-Парке располагаются дошкольные учреждения, начальная школа, средняя школа и высшая школа. Талисманом для начальной, средней и старшей школы являются драконы, цвета — зелёный и золотой.
Средняя школа следовала расписанию, согласно которому ученики посещали четыре урока по 87 минут в день, но теперь[когда?] возвращаются к 8 часам в день и обедам.
По состоянию на 2014 год руководителем округа является доктор Джон Палан (англ. Dr. John Palan), Мэтью Максвелл (англ. Matthew Maxwell) — директор средней и средней школы, а Трейси Планета (англ. Tracy Planeta) — директор начальной школы.

## Известные люди
- Ричард Лир Александр[англ.] (1914—1993) — американский военный лётчик-ас.